# Marie Brand und die Leichen im Keller
Marie Brand und die Leichen im Keller ist die 28. Episode der Krimiserie Marie Brand. Der Fernsehfilm mit Mariele Millowitsch in der Titelrolle und Hinnerk Schönemann als Kriminalhauptkommissar Jürgen Simmel wurde am 20. Januar 2021 erstmals im ZDF ausgestrahlt. Die online-Premiere erfolgte einen Tag früher am 19. Januar 2021.

## Handlung
Als sich ein Stalker heimlich in Annika Herforths Haus aufhält, kehrt diese überraschend heim. Kurze Zeit später wird die junge Frau von ihrer Nachbarin tot aufgefunden, offensichtlich wurde Annika Herforth die Kellertreppe hinuntergestoßen. Kommissarin Marie Brand und ihr Kollege Simmel nehmen die Ermittlungen auf und Annikas Schwester Nelly äußert sogleich einen konkreten Verdacht. Sie beschuldigt Florian Leffers, der seit einiger Zeit Annika belästigt und sogar von ihr wegen Stalking angezeigt wurde. Leffers wird befragt und gibt als Alibi an, zum Tatzeitpunkt mit seiner neuen Freundin und deren Sohn Schlittschuhlaufen gewesen zu sein. Das Alibi wird von Joy Wagner bestätigt. So gerät Nelly Herforth selbst unter Druck, da die Ermittler herausfinden, dass sie sich wegen einer Erbschaft mit ihrer Schwester gestritten hatte und nun von deren Tod finanziell profitiert.
Nelly Herforth arbeitet als selbstständige Steuerberaterin und hat eine eigene Kanzlei. Unter ihren Kunden befindet sich das Zahnarzt-Ehepaar Heike und Erik Böttcher. Herforth hatte ihnen dabei geholfen, Geld am Fiskus vorbeizuschleusen, was Florian Leffers mitbekommen hatte, als er wie so oft heimlich in Annika Herforths Haus war und ein Telefonat belauschte, bei dem sie ihrer Schwester und deren Klienten zur Selbstanzeige geraten hatte. Daher versucht er, die Böttchers zu erpressen, was jedoch in einem Streit zwischen ihm und Erik Böttcher endet. Erik Böttcher schlägt ihm daher in der Folge mit einer Holzlatte auf den Kopf und flüchtet. Leffers fällt mit Hirnblutungen ins Koma und als er fast wieder aufwacht, wird er von einem Unbekannten getötet. Zunächst fällt der Verdacht aber auf Erik Böttcher, der kurz zuvor im Krankenhaus war und tatsächlich mit dem Gedanken spielte, Leffers umzubringen. Durch Bilder der Überwachungskameras am Zugang zur Intensivstation kann das jedoch ausgeschlossen werden, da zum Zeitpunkt des Verlassens des Krankenhauses durch Erik Böttchers der Patient noch gelebt hat. Brand kann so aber Wagner überführen, die nach einem Besuch im Krankenhaus noch einmal zurückgekehrt ist und ihren Lebensgefährten erstickt hat. Nach Aussage der Beschuldigten hatte sie auch Annika Herforth die Treppe hinuntergestoßen, weil sie an jenem Tag mit der Frau reden wollte, die ihren Freund des Stalkings beschuldigte. Das eskalierte jedoch und endete für Herforth tödlich. Wagner wusste von der Besessenheit ihres Freundes, die ihn immer wieder in das Haus seiner Angebeteten geführt hatte. Aus Angst, er könnte Annika mehr geliebt haben als sie, hat sie ihn dann im Krankenhaus umgebracht. Simmel rollt mit den Augen, als er diese Logik vernimmt.

## Hintergrund
Die Episode Marie Brand und die Leichen im Keller wurde vom 17. März bis zum 31. Juli 2020 in Köln und Umgebung gedreht. Aufgrund der COVID-19-Pandemie und der damit zu beachtenden Sicherheitsbestimmungen erstreckte sich die Drehzeit über mehrere Monate.

## Rezeption

### Einschaltquoten
Marie Brand und die Leichen im Keller erreichte bei seiner TV-Premiere am 20. Januar 2021 insgesamt 8,77 Millionen Zuschauer und damit einen Marktanteil von 25,8 Prozent für das ZDF.

### Kritik
Tilmann P. Gangloff wertete für Tittelbach.tv und schrieb: „Marie Brand und die Leichen im Keller“ „leidet unter der Abwesenheit von fast allem, was einen guten Krimi ausmacht: Die Geschichte fesselt nicht, die meisten Mitwirkenden sind reizlos, die Umsetzung entbehrt jeglicher Inspiration; außerdem gelingt es Regisseur Michael Zens nicht, echtes Interesse für die Figuren zu wecken.“ Der Film macht leider „nur in wenigen Momenten richtig Spaß, und das sind überwiegend jene Szenen, in denen Millowitsch und Schönemann als eingespieltes Team vermutlich auch ohne Regie auskämen, zumal es immer wieder schön ist, wenn sich Simmel verhaspelt und die Kollegin beispielsweise als seine Frau vorstellt.“
Die Kritiker der Fernsehzeitschrift TV Spielfilm gaben dieser Folge kommentarlos den „Daumen nach oben“.
Oliver Armknecht wertete für film-rezensionen.de sehr kritisch und stellte fest: „Für Neulinge ist die stark humorvolle Ausrichtung von Marie Brand und die Leichen im Keller erst einmal gewöhnungsbedürftig. Vor allem Schönemann ist sich in der Rolle des Gehilfen Simmel wirklich für keinen blöden Spruch zu schade. Immer wieder kommentiert er die Aussagen der anderen, gerne schon mal auf völlig unpassende Weise. Selbst eine Referenz an die französische Blödellegende Louis de Funès findet darin noch Platz. Das sorgt für starke Kontraste zu dem eigentlich ernsten Geschehen, lenkt manchmal auch davon ab, dass da schon ernste Themen angesprochen werden. Witzig sind diese Einschübe zuweilen aber durchaus, gerade wenn sie aus dem heiteren Himmel kommen und nicht nur die Anwesenden ihre Zweifel an der Zurechnungsfähigkeit haben.“ „Als reiner Krimi ist der Film daher nur bedingt zu empfehlen, in Verbindung mit dem spielfreudigen, gut gelaunten Ensemble aber passt es.“